# Johannes von Miquel
Dr. jur. Johannes Franz Miquel, fra 1897 von Miquel (født 19. februar 1828 i Neuenhaus, død 8. september 1901 i Frankfurt am Main) var en preussisk politiker og statsmand. Han var finansminister i Preussen fra 1890 til 1901. Fra 1865 til 1870 og fra 1876 til 1880 var han borgmester og overborgmester i Osnabrück og fra 1880 til 1890 overborgmester i Frankfurt am Main.
Han var manden bag Preussische Kleinbahngesetz (der var grundlaget for de sønderjyske småbaner, der efter genforeningen fik navnene Aabenraa Amts Jernbaner, Haderslev Amts Jernbaner og Amtsbanerne på Als.